# Etienne Jornod
Etienne Jean Jornod (* 6. Januar 1953 in Neuenburg; heimatberechtigt in Val-de-Travers) ist ein Schweizer Unternehmer und Manager. Er war exekutiver Präsident des Verwaltungsrats der Pharmazie- und Logistikunternehmensgruppe Vifor Pharma (früher Galenica-Gruppe). Er ist Ehrenpräsident von Galenica und Vifor Pharma. Von 2013 bis 2023 war er Präsident der NZZ-Mediengruppe.

## Leben
Etienne Jornod wuchs als ältestes von sechs Kindern in einer Arztfamilie in Neuenburg auf und absolvierte eine Lehre als Drogist in Biel. Er studierte Betriebswirtschaft an der HEC Lausanne und schloss mit dem Lizenziat (lic. oec.) ab. An der Stanford University in den Vereinigten Staaten bildete er sich weiter (Senior Executive Program).
1975 trat er in die Galenica als Junior Product Manager ein, 1978 verliess er das Unternehmen für sein Betriebswirtschaftsstudium. Danach kam er 1981 als Assistent der Generaldirektion in das Unternehmen zurück. Ab 1989 war er Mitglied der Generaldirektion, von 1996 bis 2011 führte er die Galencia im Doppelmandat als Präsident und Delegierter des Verwaltungsrats. Ab 2012 war er exekutiver Verwaltungsratspräsident der Galenica-Gruppe, ab 2017 nach dem Verkauf der Geschäftseinheit Galenica Santé exekutiver Verwaltungsratspräsident der in Vifor Pharma Gruppe umbenannten übrigen Bereiche der ursprünglichen Galenica (bis 2020).
Von 2013 bis 2023 war er Verwaltungsratspräsident der NZZ-Mediengruppe. Er schied im April 2023 aufgrund Erreichens der statutarischen Altersgrenze aus dem Verwaltungsrat aus. Er war Nachfolger von Franz Steinegger, der ebenfalls aufgrund der Altersgrenze ausgeschieden war. Zur Nachfolgerin Jornods wählte der Verwaltungsrat Isabelle Welton.
Von 2008 bis 2009 war er Verwaltungsrat bei der Publigroupe. Zudem war er Verwaltungsratsmitglied bei Alliance Boots und von 2012 bis 2017 Verwaltungsrat bei der Gruppe Vaudoise Versicherungen. 2020 übernahm er mit langjährigen Partnern die Genfer Biotech-Firma OM Pharma von Vifor Pharma und ist seitdem exekutiver Verwaltungsratspräsident des Unternehmens. Ausserdem ist er Präsident des Beirats der Universität Luzern.
Etienne Jornod ist in zweiter Ehe verheiratet und Vater von vier Kindern, davon zwei aus erster Ehe. Er wohnt in Muri bei Bern.